# Walter Langton
Walter Langton (* 13. Jahrhundert; † 9. November 1321 in London) war ein englischer Beamter und Geistlicher. Von 1295 bis 1307 sowie 1312 war er königlicher Treasurer, dazu war er ab 1296 Bischof von Coventry und Lichfield. Er gilt als die schillerndste Persönlichkeit unter den Beamten zur Zeit von König Eduard I.

## Herkunft
Walter Langton stammt vermutlich aus Langton West, einem Dorf der Pfarrgemeinde Church Langton in Leicestershire, wo er bei seinem Tod noch einen kleinen Grundbesitz besaß. Nach seinen eigenen Angaben hießen seine Eltern Simon Peverel († um 1304) und Amicia Peverel († 1297). Sir Robert Peverel war ein jüngerer Bruder von ihm, dessen Sohn Edmund wurde sein Erbe. Entgegen verschiedentlichen Annahmen war Walter Langton nicht jener Walter, der ein Neffe von William Langton aus Rotherfield, der Dekan von York war. Der Name Langton kam im Mittelalter häufiger vor, und es gilt als sehr unwahrscheinlich, dass Walter Langton mit dem Kanzler John Langton verwandt war.

## Beginn der Karriere als Beamter
Über die Jugend von Walter Langton gibt es keine gesicherten Angaben. Er wird sowohl als armer Geistlicher wie auch als junger Mann im Dienst des Königs beschrieben. Erstmals gesichert wird er 1281 oder 1282 als Beamter der königlichen Wardrobe erwähnt. Während der Herrschaft von Eduard I. waren die Beamten der Wardrobe nicht nur für die königlichen Gemächer zuständig, sondern übernahmen dazu eine Vielzahl von Aufgaben. Unter anderem erledigte sie einen Großteil der königlichen Finanzen, und Langton wird tatsächlich erstmals erwähnt, als er Thomas Gunneys, dem Aufseher der Wardrobe, Abrechnungen über den Feldzug zur Eroberung von Wales übergab. 1286 und 1289 gehörte Langton zum Gefolge des Königs, der während dieser Zeit für mehrere Jahre in der Gascogne war, die zum Reich der englischen Könige gehörte. Vor 1287 war Langton als Cofferer of the Wardrobe für das Bargeld der Wardrobe verantwortlich. Vor 1290 war er zum Aufseher aufgestiegen, dann wurde er als Nachfolger von William of Louth Verwalter der Wardrobe. Zu seinen Aufgaben gehörte nun, die Erfassung der Ausgaben und Einnahmen der Wardrobe zu verbessern. Nach dem Tod von Kanzler Robert Burnell 1292 diente er kurzzeitig als Keeper of the Great Seal, bis John Langton zum neuen Kanzler ernannt wurde. 1295 wurde Walter Langton Nachfolger Treasurer of the Exchequer. Als Treasurer reorganisierte er die Buchführung des Schatzamts. Langton befasste sich im Dienst für den König aber nicht nur mit den Finanzen, sondern diente seit Beginn der 1290er Jahre auch als Richter und Diplomat. Er gehörte zu den Richtern, die sich im Great Cause, der Frage der schottischen Thronfolge, im November 1292 für John Balliol als schottischen König aussprachen. Als es 1294 zu einem Konflikt mit Frankreich über die Gascogne kam, riet er zusammen mit dem Earl of Lincoln, die Gascogne zeitweise dem französischen König Philipp IV. zu übergeben. Als es dennoch zum Krieg mit Frankreich kam, gehörte Langton von 1296 bis 1297 zusammen mit Otton de Grandson, Hugh le Despenser, John of Berwick und Graf Amadeus V. von Savoyen zu den Gesandten, die versuchten, Verbündete für den Krieg gegen Frankreich zu gewinnen. Dabei zahlte alleine Langton £ 35.000 Hilfsgelder an mögliche Verbündete. Langton war aber nicht nur ein fähiger, sondern auch ein skrupelloser Beamter des Königs. Er war vermutlich hauptverantwortlich dafür, dass der König 1293 kurz vor dem Tod von Isabel de Redvers in den Besitz von deren Ländereien gekommen war, wodurch der potentielle Erbe quasi enterbt wurde. Privat trieb er rücksichtslos seine Forderungen aus von ihm vergebenen Darlehen ein.

## Aufstieg zum Bischof
Wie bei vielen anderen Beamten belohnte der König Langtons Dienste nicht mit einem Gehalt, sondern mit der Vergabe von geistlichen Pfründen und mit der Verwaltung von Landbesitz. Dabei überstieg Langtons Gier die des früheren Kanzlers Burnell, und er galt als berüchtigter Pfründensammler. Nachdem am 7. Januar 1296 das Kathedralkapitel von Lichfield um die Erlaubnis zur Wahl eines neuen Bischofs gebeten hatte, wurde Langton schließlich am 19. Februar zum Bischof der Diözese Coventry und Lichfield gewählt. Erzbischof Robert Winchelsey lehnte eigentlich die Wahl von verdienten königlichen Beamten zu Bischöfen ab, doch am 11. Juni gab er seine Zustimmung zur Wahl Langtons. Am 16. Juni erhielt Langton die Temporalien der Diözese. Am 23. Dezember 1296 wurde er von Béraud de Got, dem Kardinalbischof von Albano in Cambrai zum Bischof geweiht, wo er an Friedensverhandlungen mit Frankreich beteiligt war. Bei seiner Rückkehr nach England musste er vor dem Hochaltar der Kathedrale von Canterbury Erzbischof Winchelsey die Treue schwören. Winchelsey versuchte bewusst, seine Rechte als Erzbischof von betonen und bestand darauf, dass Langton ihm auf dem erzbischöflichen Gut von Teynham erneut die Treue schwor. Auch als Bischof blieb Langton aber königlicher Treasurer. Aufgrund dieser Aufgabe und seiner weiteren Dienste als Diplomat hatte er nur wenig Zeit, sich um die Verwaltung seiner Diözese zu kümmern. Sein Urkundenregister ist das älteste erhaltene Register eines Bischofs der Diözese. Aus ihm wird ersichtlich, dass in der Regel seine Generalvikare die Verwaltung der Diözese übernommen hatten. Von 1298 bis 1308 hatte Master Robert Redeswell, Archidiakon von Chester das Amt des Generalvikars inne und von 1312 bis 1313 Master Ralph Leicester. Es gibt nur wenige Nachweise, das Langton seine Diözese regelmäßig besuchte, und die meisten seiner Amtshandlungen führte er außerhalb seiner Diözese aus.
Nach dem Vorbild von Bischof Burnell in Wells ließ Langton um die Kathedrale von Lichfield eine zinnenbewehrte, mit Torhäusern versehene Mauer errichten. In einer Ecke der Befestigung erbaute er einen bischöflichen Palast. In der Stadt Lichfield ließ er die Great Bridge errichten. Dazu ließ er die Londoner Residenz der Bischöfe renovieren und die bischöflichen Paläste Eccleshall Castle und Haywood nahezu neu bauen.

## Tätigkeit als Diplomat und Politiker
Während der Staatskrise von 1297 brachte Langton nach dem 5. November 1297 die Zustimmung des Königs zur Confirmatio Cartarum von Flandern nach England. Im September 1299 nahm er an der Hochzeit des Königs mit der französischen Prinzessin Margarete teil. Am auf die Hochzeit folgenden Sonntag feierte in der Kapelle des erzbischöflichen Palastes in Canterbury eine Messe für die Königin. Dabei erhielt er von Margaret das traditionelle Wachsgeschenk, das danach am Schrein des heiligen Thomas deponiert wurde. Die Königin bezeichnete Langton später als das „rechte Auge des Königs“. Im Januar 1302 war Langton vermutlich der Führer der englischen Gesandtschaft, die in Verhandlungen mit einer französischen Delegation unter Pierre Flote in Asnières einen Waffenstillstand schloss, dabei wurde auch vereinbart, dass der entthronte schottische König John Balliol den Franzosen übergeben wurde.
Als Geistlicher, der vorwiegend für den König tätig war, befand sich Langton spätestes ab 1301 im erbitterten Konflikt mit Erzbischof Winchelsey. Während des Parlaments in Lincoln 1301 beschuldigte der Ritter John de Lovetot Langton der Simonie, der Ämterhäufung, der Korruption und der Teufelsdienerei. Die ersten Vorwürfe waren sicher berechtigt, während der Vorwurf der Teufelsdienerei wohl nur eine damals gängige Anschuldigung ohne realen Hintergrund war. Schwerer wogen aber die weiteren Vorwürfe, die Lovetot gegen Langton erhob. Er beschuldigte Langton, ein ehebrecherisches Verhältnis mit Lovetots Stiefmutter zu haben. Er hätte sogar deren Ehemann John de Lovetot, den gleichnamigen Vater von Lovetot, ermordet. Angeblich erhob Lovetot die Vorwürfe im Auftrag von Erzbischof Winchelsey, der jedoch erklärte, damit nichts zu tun zu haben. Winchelsey forderte zwar im Parlament die Entlassung von Langton als Treasurer, betonte jedoch, dass er als geistlicher Vorgesetzter von Langton ohne päpstlichen Auftrag nicht gegen ihn ermitteln würde. Daraufhin wurden die Beschuldigungen vor die Kurie nach Rom gebracht, wo Langton sich nun verantworten sollte. Wie bereits bei anderen Vorwürfen unterstützte der König auch jetzt Langton, den er als Mitglied einer Gesandtschaft zur Kurie schickte. Bei dieser Gelegenheit konnte Langton auch seinen Fall vortragen. Angesichts der schweren Beschuldigungen suspendierte Papst Bonifatius VIII. Langton im März 1302 von seinen geistlichen Ämtern. Er beauftragte Winchelsey und den Dominikaner Thomas Jorz, die Vorwürfe zu untersuchen. Langton kehrte nach England zurück, doch 1303 musste er erneut nach Rom reisen, um das Urteil der Kommission zu hören, die seinen Fall untersucht hatte. Da der König und die Geistlichen der Diözese Coventry und Lichfield überzeugende Zeugnisse zugunsten Langtons ausgestellt hatten, konnten die Vorwürfe gegen ihn nicht bekräftigt werden. Langton wurde klar freigesprochen, doch Papst Bonifatius VIII. verzögerte die offizielle Absolution Langtons bis zum 8. Juni 1303. John de Lovetot wurde dagegen wegen Mordes beschuldigt und verhaftet. Er starb im Gefängnis. Ob Winchelsey tatsächlich ein persönlicher Gegner von Langton war, ist umstritten. Der Erzbischof soll sogar die Absolution und die Rückkehr des Beschuldigten gefördert haben. Im Oktober 1305 gehörte Langton zusammen mit dem Earl of Lincoln und Otton de Grandson zu einer Gesandtschaft des Königs, die unter anderem wegen dessen Streit mit Erzbischof Winchelsey zur Kurie reiste. Die Gesandtschaft hatte dazu auch das Ziel, den Papst zu bitten, den König von seinem Eid auf die Einhaltung der Magna Carta zu entbinden. Dabei nahm Langton am 14. November 1305 an der Krönung des neuen Papstes Clemens V. in Lyon teil. Inwieweit Langton 1306 zur Suspension von Winchelsey durch den neuen Papst beitrug, ist schwer zu sagen. Sicherlich war jedoch die Entfernung des auf seine Rechte bedachten Erzbischofs eine Erleichterung der Politik des Königs.
Gegen Ende der Herrschaft von Eduard I. war Langton noch vor dem Kanzler John Langton der oberste Verwalter des Reiches. Aufgrund seiner vielfältigen Aufgaben hatte er William Carleton († 1309) zu seinem Stellvertreter als Treasurer ernannt. Allerdings hatte auch Langtons Einfluss Grenzen. Auf Bitten des Thronfolgers Eduard soll Langton angeblich den König gebeten haben, Piers Gaveston, dem Günstling des Thronfolgers, zum Grafen von Ponthieu zu ernennen. Darüber soll der König so aufgebracht gewesen sein, dass er den Thronfolger an den Haaren zog. Gegenüber Langton war der König jedoch weiter nachsichtig, im Gegensatz zu anderen Beamten wie Jean de Grailly, Kanzler John Langton oder William March. 1305 war Langton Anlass eines weiteren Streits zwischen dem König und dem Thronfolger. Langton soll den Prinzen wegen Waldfrevel in einem seiner Forste zurechtgewiesen haben, und der König stellte sich voll hinter Langton. Ein Streitpunkt war sicher auch die hohen Kosten für den Haushalt des Thronfolgers, aber auch dessen Verhalten gegenüber einem Minister. Dies führte ab Juni 1305 zu einem Zerwürfnis zwischen Vater und Sohn, ehe der Vater sich wegen der Heiratsverhandlungen seines Sohnes im Oktober mit ihm aussöhnte. Der König ernannte Langton während seiner Abwesenheit auf einem Feldzug nach Schottland am 2. Juli 1306 zusammen mit Erzbischof William Greenfield von York zum Reichsverweser. Auf Befehl des Königs sollt er im Januar 1307 das Parlament in Carlisle eröffnen. In Carlisle wurde Langton von John de Ferrers beschuldigt, dass er im Streit um das Gut Newbottle in Northamptonshire die Justiz manipulieren würde. Langton wurde vom Parlament für schuldig befunden, doch die Klage von Ferrers, der das Earldom Derby für sich beanspruchte, war wohl vor allem politisch motiviert. Langton wurde vom König begnadigt, was Ferrers für eine Falschnachricht hielt. Dann erfuhr Langton bei Wentworth in Yorkshire vom Tod von Eduard I. während des Feldzugs nach Schottland. Vor dem 23. Juli 1307 war er in Burgh by Sands, wo der König am 7. Juli gestorben war, um seine Aufgabe als Testamentsvollstrecker des Königs zu übernehmen.

## Der Sturz Langtons
Eduard II., der bisherige Thronfolger, war nun neuer König und konnte sich an Langton rächen. Als Langton im August 1307 auf dem Weg nach Westminster war, um die Beisetzung des verstorbenen Königs vorzubereiten, wurde er auf Befehl des neuen Königs verhaftet und entweder im Tower of London, in Windsor Castle oder in Wallingford Castle inhaftiert. Am 22. August ernannte Eduard II. Walter Reynolds zum neuen Treasurer. Zwar wurden am 1. Oktober durch die königliche Kanzlei für Langton und die anderen Testamentsvollstrecker noch 20.000 Mark für die Kosten der Beisetzung von Eduard I. bewilligt, doch Langton blieb in Ungnade des neuen Königs. Womöglich war Piers Gaveston, der Günstling des Königs, an Langtons Sturz beteiligt, da er finanziell durch die Beschlagnahmung von Langtons Vermögen profitierte, doch die meisten Chronisten waren sich einig, dass der neue König sich an Langton rächen wollte. Obwohl der neue König einen Bischof als Testamentsvollstrecker behinderte, Besitzungen der Kirche beschlagnahmte und den Bischof dann noch einsperrte, blieben diese Verletzungen der kirchlichen Freiheiten während der Abwesenheit von Erzbischof Winchelsey ohne Folgen. Langton wurde des Verrats, der Unterlassung und weiterer Vergehen gegen den König beschuldigt und musste sich vor Gericht verantworten. Der neue Treasurer Reynolds und die Barons of the Exchequer sollten nach den Aufzeichnungen des Schatzamts überprüfen, ob Langton falsche Angaben gemacht hätte, Fehlurteile gefällt und Gelder vom Exchequer in seine eigene Kasse veruntreut hatte. Weitere Vorwürfe betrafen den unerlaubten Verkauf von Holz und von Landbesitz, die Ernennung von ungeeigneten Sheriffs und die widerrechtliche Vergabe von Kanzleiurkunden während der Abwesenheit des Königs.
Zahlreiche Akten aus den von 1307 und 1311 laufenden Ermittlungen vor dem Court of Exchequer und anderen Gerichten sind erhalten geblieben. Langton gab dabei zahlreiche Vergehen zu. Nachweislich hatte er beispielsweise das Statute of Merchants über achtzigmal zu seinen Gunsten ausgelegt. Das Schatzamt ermittelte, dass er aus seinen Besitzungen 1308 die immensen Einkünfte von £ 2400 hatte. Eduard II. verschob jedoch den Prozess gegen Langton auf den Zeitraum nach seiner Krönung. Vor April 1308 drängte dann aber Papst Clemens V. auf Langtons Freilassung. Der König, dem aufgrund der unerlaubten Rückkehr Gavestons aus dem Exil die Exkommunikation drohte, gab Langton am 3. Oktober 1308 die Temporalien seiner Diözese zurück und ließ ihn am 9. November frei. Langton sollte sich jedoch im März 1309 vor dem Parlament verantworten. Ob er dies tat, ist nicht überliefert.
Im August 1309 verzieh der Papst Langton ein nicht näher benanntes Vergehen. Im Juni 1311 war Langton wegen vermuteter Beteiligung an einem Mord in York Castle inhaftiert, doch aus Rücksicht auf die Rechte der Kirche wurde er in die Obhut des Erzbischofs übergeben und vor Oktober 1311 wieder freigelassen. Im Januar 1312 wurden alle Vorwürfe gegen ihn fallengelassen, er erhielt letztlich alle Ländereien zurück und erhielt die Erlaubnis, offene Schulden einzutreiben und während seiner Haft entfremdete Einkünfte zurückzufordern. Die Rückforderung dieser Gelder beschäftigte Langton und seine Testamentsvollstrecker fast 50 Jahre lang.

## Rehabilitation und letzte Jahre
Langton war ein zu guter Beamter, so dass Eduard II. letztlich nicht auf ihn verzichten wollte. Am 23. Januar 1312 ernannte er ihn erneut zum Treasurer. Angeblich war Langton nach Gaveston nun der engste Vertraute des Königs, nach anderen Angaben vertraute ihm der König aber nur teilweise. Möglicherweise war er für die Politik des Königs verantwortlich, der die Sheriffs anwies, offene Zahlungen einzufordern und auch sonst die Einkünfte der Krone zu erhöhen. Die Lords Ordainer beklagten jedoch, dass seine Ernennung nicht gemäß den Ordinances erfolgt war. Sie unterbrachen mit Gewalt seine Arbeit im Schatzamt und erzwangen bereits am 17. Mai 1312 seine Entlassung. Langton soll von Winchelsey exkommuniziert worden sein, als er einer Einladung zu einer Provinzialsynode nicht nachkam, weil er die Ordinances ablehnte. Langton verteidigte sich selbst vor der Kurie in Avignon, während Erzbischof Winchelsey von dem Geistlichen Adam Murimuth vertreten wurde. Der Tod von Winchelsey im Mai 1313 führte zu Langtons Wiedereinsetzung als Bischof. Er wurde auch wieder ein Mitglied des königlichen Rates, doch während des Parlaments von Westminster 1315 wurde er auf Druck des Earl of Lancaster wieder als unerwünscht entlassen. Im Konflikt zwischen dem Earl of Lancaster und dem König hatte er dennoch zusammen mit anderen Bischöfen eine versöhnliche Rolle in den Verhandlungen, die zum Vertrag von Leake führten. Er gehörte dann auch dem ständigen Rat an, der gemäß diesem Abkommen gebildet wurde. 1318 verlangte er von der Krone erfolglos eine Entschädigung in Höhe von £ 20.000. Er starb schließlich in seiner Londoner Residenz am Strand.
Langton vermachte der Kathedrale von Lichfield liturgische Gewänder, einen goldenen Kelch, zwei Phiolen im Wert von £ 80 und ein juwelenbesetztes Goldkreuz im Wert von £ 200. Er wurde am 5. Dezember 1321 in der Lady Chapel der Kathedrale, deren Bau er begonnen und für deren Vollendung er Geld gestiftet hatte, beigesetzt. Der König beschlagnahmte jedoch dieses Geld zur Finanzierung des Feldzugs nach Schottland 1322. Für die Lady Chapel hatte Langton dazu einen neuen Schrein für die Reliquien des heiligen Chad bauen lassen, der £ 2000 gekostet hatte.